# Aphrodita perarmata
Aphrodita perarmata är en ringmaskart som beskrevs av Louis Roule 1898. Aphrodita perarmata ingår i släktet Aphrodita och familjen Aphroditidae. Arten har ej påträffats i Sverige. Inga underarter finns listade i Catalogue of Life.